# Australian Championships 1949
Gli Australian Championships 1949 (conosciuto oggi come Australian Open) sono stati la 37ª edizione degli Australian Championships e prima prova stagionale dello Slam per il 1949. Si è disputato dal 22 al 31 gennaio 1949 sui campi in erba del Memorial Drive Park di Adelaide in Australia.
Il singolare maschile è stato vinto dall'australiano Frank Sedgman, che si è imposto sul connazionale John Bromwich in tre set. Il singolare femminile è stato vinto dallo statunitense Doris Hart, che ha battuto l'australiana Nancye Wynne Bolton in due set. Nel doppio maschile si è imposta la coppia formata da John Bromwich e Adrian Quist, mentre nel doppio femminile hanno trionfato Thelma Coyne Long e Nancye Wynne Bolton. Il doppio misto è stato vinto da Doris Hart e Frank Sedgman.

## Risultati

### Singolare maschile
Frank Sedgman ha battuto in finale  John Bromwich con il punteggio di 6–3, 6–2, 6–2

### Singolare femminile
Doris Hart ha battuto in finale  Nancye Wynne Bolton con il punteggio di 6–3, 6–4

### Doppio maschile
John Bromwich /  Adrian Quist hanno battuto in finale  Geoff Brown /  Bill Sidwell con il punteggio di 1–6, 7–5, 6–2, 6–3

### Doppio femminile
Thelma Coyne Long /  Nancye Wynne Bolton hanno battuto in finale  Doris Hart /  Marie Toomey con il punteggio di 6–0, 6–1

### Doppio misto
Doris Hart /  Frank Sedgman hanno battuto in finale  Joyce Fitch /  John Bromwich con il punteggio di 6–1, 5–7, 12–10